# Ньивкоп
Ньивкоп (нидерл. Nieuwkoop) — город и община в провинции Южная Голландия (Нидерланды).
Характерной особенностью местности являются т. н. «Ньивкопские пруды» — водоёмы, образовавшиеся благодаря интенсивным торфоразработкам. Здания, стоящие в этих водоёмах, со всех сторон окружены водой, и добраться до них можно лишь на лодках или по специальным мосткам.

## Состав общины

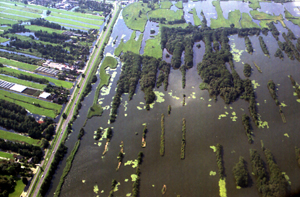
Ньивкопские пруды

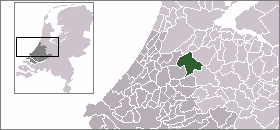
Расположение общины Ньивкоп на карте Нидерландов

В общину Ньивкоп входят деревни Лангерар, Ньивкоп, Ньиввен, Норден, Тер-Ар, Вурденсе-Верлат и Зевенховен, а также десяток хуторов.